# نقابة الممثلين في نيجيريا
نقابة الممثلين النيجيريين (بالإنجليزية: Actors Guild of Nigeria)‏ هي نقابة وهيئة قانونية شاملة تُنظم وتهتم بشؤون الممثلين السينمائيين في نيجيريا وفي الخارج. يرأس الهيئة حاليًا إميكا رولاس حيث يشغل منصب الرئيس منذ 22 أغسطس 2017.

## رؤساء سابقون
- زاك أورجي.
- إيجيك أسيغبو.
- إيبينابو فيبيرسيما.
- إيميكي آيك.